# چاخدینکا
چاخدینکا (به لاتین: Chakhdikna) یک منطقهٔ مسکونی در روسیه است که در شهرستان کایتاگسکی واقع شده‌است.